# Pfarrhaus (Mömbris)

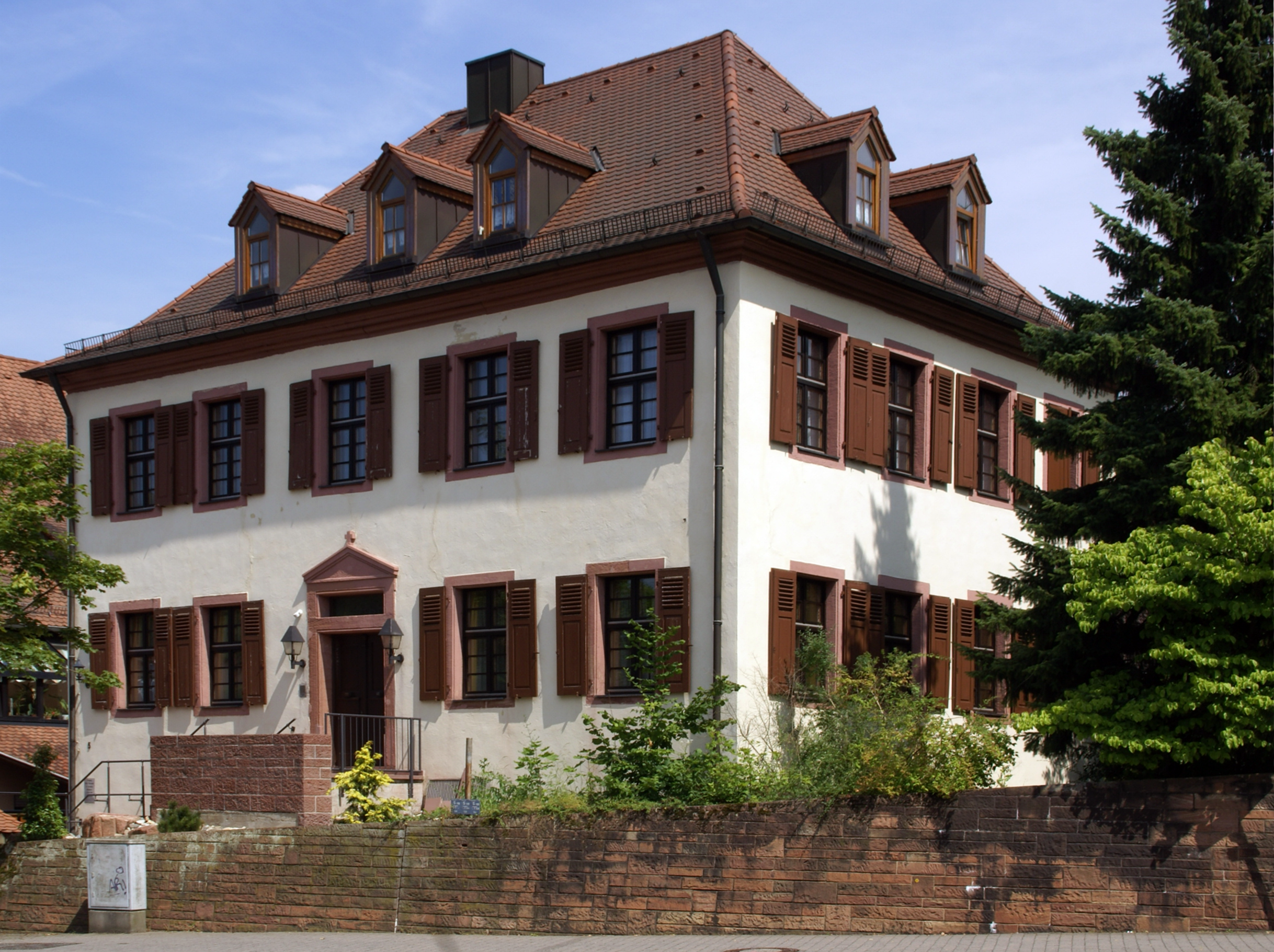
Pfarrhaus in Mömbris

Das Pfarrhaus in Mömbris, einer Marktgemeinde im unterfränkischen Landkreis Aschaffenburg in Bayern, wurde 1728 errichtet. Das Pfarrhaus Am Markt 5, in der Nähe der katholischen Pfarrkirche St. Cyriakus, ist ein geschütztes Baudenkmal.
Der zweigeschossige Walmdachbau mit fünf zu vier Fensterachsen besitzt Umrahmungen der Fenster und des Eingangs aus heimischem Sandstein.